# 歌川国次
歌川 国次（うたがわ くにつぐ、寛政12年〈1800年〉 - 文久元年〈1861年〉）とは、江戸時代後期の浮世絵師。

## 来歴
初代歌川豊国の門人。本姓は中川、名は幸蔵。桜松亭、一応斎と号す。銀座四丁目に住む。作画期は文化8年（1811年）から嘉永の頃にかけてで、役者絵や合巻の挿絵、肉筆画を描いている。また凧絵をよくしたと伝わる。享年62。

## 作品
- 『書習廓文章』　合巻　※徳亭三孝作、文化9年（1812年）刊行
- 『恋渡木曽桟』　合巻　※古今亭三鳥作、文化10年刊行
- 『玉藻前化妝姿見』　合巻　※扇舎梅幸作、文政5年（1822年）刊行
- 「清水寺清玄・中村歌右衛門」　大判錦絵　※文化9年3月、江戸中村座『清水清玄面影桜』より
- 「団扇を持つ美人図」　絹本着色　東京国立博物館所蔵　※「歌川國次画」の落款、画賛あり
- 「桜下遊宴図」　紙本着色　太田記念美術館所蔵
- 「七世市川団十郎隅田川渡舟図」　紙本着色、双幅　光記念館所蔵　※右幅に「桜松亭国次画」、左幅に「国次画」の落款あり。那須ロイヤル美術館（小針コレクション）旧蔵
- 「美人立姿」　絹本着色　※「歌川國次画」の落款、「國次」の朱文円印あり。那須ロイヤル美術館（小針コレクション）旧蔵
- 「江の島詣で図」　絹本着色　ライデン民族学博物館所蔵　※「歌川國次画」の落款、「國次」の朱文円印あり。天保頃
- 「雪の三囲図」　絹本着色　ライデン民族学博物館所蔵　※「歌川國次画」の落款、「國次」の朱文円印あり。天保頃